# Owlboy
Owlboy er et platform-adventurespil udviklet og udgivet af den uafhængige norske spiludvikler D-Pad Studio. Spillet har haft en lang udviklingscyklus, fra udviklingen begyndte i 2007, til spillet blev udgivet til Microsoft Windows i november 2016. Januar 2017 blev spillet udgivet til Linux og macOS, i februar 2018 til Nintendo Switch og i april 2018 til PlayStation 4 og Xbox One.
Owlboy foregår i et land oppe i himlen. Spilleren kontrollerer en dreng ved navn Otus, der er medlem af en hybrid race af ugle-mennesker. Da Otus' landsby bliver røvet af pirater, drager han på en rejse for at redde landsbyen fra piraterne.
Otus kan flyve og bære og smide objekter, mens han er i luften. Efterhånden som historien skrider frem, møder han allierede, der benytter våben med forskellige egenskaber. Owlboy har fået positiv modtagelse efter lanceringen.

## Ekstern henvisning
- Officiel hjemmeside